# J1昇格プレーオフ
J1昇格プレーオフ（J1しょうかくプレーオフ、J1 Promotion Play-Offs）は、日本プロサッカーリーグ（Jリーグ）において翌年度のJ1リーグ参入チームを決定するためのプレーオフ制度。2012年シーズンから2017年シーズンまで実施され、2023年シーズンから復活した。

## 概要

### 2012年から2017年
2011年8月18日に実施されたJリーグ理事会において、2012年シーズンからの実施が決定した。J1参入チームをポストシーズンにより決定するのは、2004年シーズンから2008年シーズンまで5年間導入されていたJ1・J2入れ替え戦以来。8月の理事会では名称を仮称としていたが、2011年12月19日のJリーグ理事会で「J1昇格プレーオフ」が正式名称に決定した。
JリーグにおいてJリーグ ディビジョン1 (J1) とJリーグ ディビジョン2 (J2) の参加チームの振り分けについては、入れ替え戦廃止後の2009年シーズンから2011年シーズンの3年間は、「J1年間順位下位3チームが自動降格、J2年間順位上位3チームが自動昇格」とする方式がとられていた。これを、2012年度以降は「J1年間順位下位3チームが自動降格」というルールはそのまま、J2から自動昇格するチーム数を3チームから2チームに減じた上で、残る1チームをJ2年間順位の3位から6位までのトーナメント方式によって争うというものである。
このようなプレーオフにより3チーム目の昇格チームを決定する方式は、以前よりイングランド（チャンピオンシップからプレミアリーグへの昇格）やイタリア（セリエBからセリエAへの昇格、条件付き）で行われてきた方式であり、Jリーグではプレーオフの導入によりJ2の年間順位6位のチームにまでJ1昇格のチャンスを与えることにより、「J2リーグ戦の活性化」「新しいファンの開拓」「J2クラブの経営、環境改善の促進」を目的とすることを掲げている。
2017年6月27日に行われたJリーグ理事会で、2018年シーズンからはJ2年間順位の3位から6位までと、それまでJ2自動降格となっていたJ1年間16位のチームとの間でJ1参加クラブを決定する「J1参入プレーオフ」を行うことが発表され、J2クラブのみで昇格チームを争う形式の昇格プレーオフは一旦2017年シーズン限りとすることとなった。

### 2023年以降
2022年12月20日、Jリーグは2024年シーズン以降のリーグ構成並びに昇降格制度の変更を明らかにした。これによれば、2024年シーズンからJ1/J2/J3のクラブ数を20クラブずつに統一する（J1が2増、J2が2減）のに合わせ、J1からの降格枠をそれまでの「自動降格2+参入プレーオフ」としていたものを「自動降格3」に変更し、J2からは引き続き「自動昇格2+3位から6位クラブによるプレーオフ」とすることで、J1クラブの参戦する参入プレーオフからJ2クラブのみで争う昇格プレーオフに変更されることとなった。なお、2023年シーズンについてはその過渡期に当たるシーズンとして、J1からは1クラブが自動降格、J2からは2クラブが自動昇格し、残る1枠をプレーオフで争う形となり、2023年シーズンからJ1昇格プレーオフが復活することになった。更に2024年シーズンからは、J3でも本プレーオフを踏襲した「J2昇格プレーオフ」が行われている。レギュレーションについても、2017年の形式を踏襲している。

## レギュレーション
Jリーグが2011年8月18日に発表したニュースリリース ならびに2011年12月19日に発表したニュースリリース に基づくレギュレーションは以下の通り。

### 参加チーム
J1参入資格を持ち、J2年間順位の3位から6位までのクラブ、最大4チームが参加する。
昇格プレーオフ参加にはホームスタジアムや環境面などでJ1参入資格（J1ライセンス）を有することが必須条件となり、これを有しないクラブは昇格プレーオフに参加できない。また、公式試合安定開催基金からの貸付を受けているクラブについても、J2リーグ戦最終日の30日前までに基金からの貸付を完済しない場合は「J1クラブライセンスの交付判定を受けられなかったクラブ」とみなされ、昇格プレーオフへに参加できない。これらの場合、7位以下のクラブからの繰り上げはなく、その分は参加チーム数が減じられることになる。また、J2年間順位上位2チームがJ1参入資格を有しない場合も、自動昇格チームの繰り上げは行われず（J2からの自動昇格チーム数およびJ1からの自動降格チーム数がそれぞれ減じられる）、3位から6位のチームがプレーオフ出場を免除されることはない。
3位から6位までのクラブのうち、J1ライセンスを有するクラブが1チーム以下の場合はJ1昇格プレーオフは行われない。1チームだけの場合は当該チームがJ1へ自動昇格し、J1ライセンスを有するクラブがいない場合はJ2からの昇格チーム数およびJ1からの自動降格チーム数がそれぞれ減じられる。

### 試合方式
J2のリーグ戦全日程終了後、最大4チームによるトーナメント方式でJ1昇格チームの座を争う。以下は4チーム参加の場合のレギュレーション。
|  | 準決勝  | 準決勝  |   |  | 決勝 | 決勝 |
|  |         |         |   |  |      |      |
|  | A       |         |   |  |      |      |
|  |         |         |   |  |      |      |
|  | 3位     | H       |   |  |      |      |
|  | 3位     | H       | C |  |      |      |
|  | 6位     |         |   |  |      |      |
|  | Aの勝者 | （H）   |   |  |      |      |
|  | Aの勝者 | （H）   | B |  |      |      |
|  |         | Bの勝者 |   |  |      |      |
|  | 4位     | H       |   |  |      |      |
|  | 4位     | H       |   |  |      |      |
|  | 5位     |         |   |  |      |      |
|  |         |         |   |  |      |      |

- 初戦（準決勝）は「J2年間3位 - J2年間6位」・「J2年間4位 - J2年間5位」の組み合わせで戦う。勝者は決勝進出、敗者はJ2残留となる。
- 準決勝の勝者同士が決勝を戦って、決勝の勝者がJ1昇格となる。
- 各試合とも1試合勝負（かつての入れ替え戦のようなホーム・アンド・アウェーではない）。90分を戦って同点の場合は延長戦・PK戦は行わず、年間順位の上位チームの「勝利」（決勝進出、またはJ1昇格決定）とみなす。
  - 準決勝は上位チーム（年間3位・4位）のホームゲーム（H）として行われる。
  - 決勝は2012年から2015年までは中立地開催（Jリーグが直接主管する試合。ただし組み合わせ上は、上図Aの勝者側をホーム扱い）として行われた。2012・2013年は国立競技場で行われたが、国立競技場の建て替え工事に伴い、2014年は味の素スタジアムで[10]、2015年はヤンマースタジアム長居で[11] 開催された。しかし、2015年シーズンではヤンマースタジアム長居をホームとするセレッソ大阪（リーグ戦4位）が決勝に進出し、同じく決勝に進出したリーグ戦上位（3位）のアビスパ福岡の優位性が薄らいだ[注 2]との指摘を受け、2016年からは準決勝同様、上位チームのホームスタジアムでの開催に変更される[13][14]。

なお、参加チームが3チームの場合は準決勝は下位2チームにより行われ、最上位チームは決勝から参加となる（例えば、4位が出場できない場合、3位が決勝戦に自動的に進出し、5位と6位で準決勝を行う）。また、参加チームが2チームの場合は決勝戦のみが行われる。
2017年までのJ1昇格（プレーオフ優勝）クラブにはJリーグより優勝盾が贈呈されていたが、J1参入プレーオフを挟んだ後に再開された2023年からは廃止された。

## 試合結果
トーナメント表の上のチームのホームゲーム（2015年までの決勝は中立地開催のためホーム扱い）として行われる。
J1昇格プレーオフ制度が始まった2012年から2017年及び2023年において、J2の年間順位が5位だったチームはトーナメントを勝ち抜いたことがなく（それどころか決勝への進出も2012年の1例のみ）J1への昇格経験がなかったが、2024年に初めて年間順位5位のチームがJ1昇格を決めた。

### 2012年
|  | 準決勝                     | 準決勝                     |                    |   | 決勝 | 決勝 |
|  |                            |                            |                    |   |      |      |
|  | 11月18日・西京極           |                            |                    |   |      |      |
|  |                            |                            |                    |   |      |      |
|  | 3位 京都サンガF.C.         | 0                          |                    |   |      |      |
|  | 3位 京都サンガF.C.         | 0                          | 11月23日・国立     |   |      |      |
|  | 6位 大分トリニータ         | 4                          |                    |   |      |      |
|  | 6位 大分トリニータ         | 4                          | 6位 大分トリニータ | 1 |      |      |
|  | 11月18日・ニッパツ         |                            | 6位 大分トリニータ | 1 |      |      |
|  |                            | 5位 ジェフユナイテッド千葉 | 0                  |   |      |      |
|  | 4位 横浜FC                 | 5位 ジェフユナイテッド千葉 | 0                  | 0 |      |      |
|  | 4位 横浜FC                 |                            |                    | 0 |      |      |
|  | 5位 ジェフユナイテッド千葉 | 4                          |                    |   |      |      |
|  | 5位 ジェフユナイテッド千葉 | 4                          |                    |   |      |      |

6位の大分が3位の京都、5位の千葉を破ってJ1昇格を決めた。

### 2013年
|  | 準決勝                     | 準決勝               |                    |   | 決勝 | 決勝 |
|  |                            |                      |                    |   |      |      |
|  | 12月1日・西京極            |                      |                    |   |      |      |
|  |                            |                      |                    |   |      |      |
|  | 3位 京都サンガF.C.         | 0                    |                    |   |      |      |
|  | 3位 京都サンガF.C.         | 0                    | 12月8日・国立      |   |      |      |
|  | 6位 V・ファーレン長崎      | 0                    |                    |   |      |      |
|  | 6位 V・ファーレン長崎      | 0                    | 3位 京都サンガF.C. | 0 |      |      |
|  | 12月1日・ 鳴門大塚         |                      | 3位 京都サンガF.C. | 0 |      |      |
|  |                            | 4位 徳島ヴォルティス | 2                  |   |      |      |
|  | 4位 徳島ヴォルティス       | 4位 徳島ヴォルティス | 2                  | 1 |      |      |
|  | 4位 徳島ヴォルティス       |                      |                    | 1 |      |      |
|  | 5位 ジェフユナイテッド千葉 | 1                    |                    |   |      |      |
|  | 5位 ジェフユナイテッド千葉 | 1                    |                    |   |      |      |

4位の徳島が5位の千葉と引き分けて決勝に進出し、3位の京都を破って初のJ1昇格を決めた。

### 2014年
5位にJ1ライセンスを持たないギラヴァンツ北九州が入ったため、3チームでの対戦となった。
|  | 準決勝                     | 準決勝 |                      |   | 決勝 | 決勝 |
|  |                            |        |                      |   |      |      |
|  |                            |        |                      |   |      |      |
|  |                            |        |                      |   |      |      |
|  |                            |        |                      |   |      |      |
|  | 12月7日・味スタ            |        |                      |   |      |      |
|  |                            |        |                      |   |      |      |
|  | 3位 ジェフユナイテッド千葉 | 0      |                      |   |      |      |
|  | 3位 ジェフユナイテッド千葉 | 0      | 11月30日・ヤマハ     |   |      |      |
|  |                            |        | 6位 モンテディオ山形 | 1 |      |      |
|  | 4位 ジュビロ磐田           | 1      | 6位 モンテディオ山形 | 1 |      |      |
|  | 4位 ジュビロ磐田           | 1      |                      |   |      |      |
|  | 6位 モンテディオ山形       | 2      |                      |   |      |      |
|  | 6位 モンテディオ山形       | 2      |                      |   |      |      |

6位の山形が4位の磐田、3位の千葉を破ってJ1昇格を決めた。

### 2015年
|  | 準決勝                | 準決勝           |                   |   | 決勝 | 決勝 |
|  |                       |                  |                   |   |      |      |
|  | 11月29日・レベスタ    |                  |                   |   |      |      |
|  |                       |                  |                   |   |      |      |
|  | 3位 アビスパ福岡      | 1                |                   |   |      |      |
|  | 3位 アビスパ福岡      | 1                | 12月6日・ヤンマー |   |      |      |
|  | 6位 V・ファーレン長崎 | 0                |                   |   |      |      |
|  | 6位 V・ファーレン長崎 | 0                | 3位 アビスパ福岡  | 1 |      |      |
|  | 11月29日・ヤンマー    |                  | 3位 アビスパ福岡  | 1 |      |      |
|  |                       | 4位 セレッソ大阪 | 1                 |   |      |      |
|  | 4位 セレッソ大阪      | 4位 セレッソ大阪 | 1                 | 0 |      |      |
|  | 4位 セレッソ大阪      |                  |                   | 0 |      |      |
|  | 5位 愛媛FC            | 0                |                   |   |      |      |
|  | 5位 愛媛FC            | 0                |                   |   |      |      |

3位の福岡が6位の長崎を破って決勝に進出し、4位のC大阪と引き分けてJ1昇格を決めた。

### 2016年
|  | 準決勝               | 準決勝               |                   |   | 決勝 | 決勝 |
|  |                      |                      |                   |   |      |      |
|  | 11月27日・金鳥スタ   |                      |                   |   |      |      |
|  |                      |                      |                   |   |      |      |
|  | 4位 セレッソ大阪     | 1                    |                   |   |      |      |
|  | 4位 セレッソ大阪     | 1                    | 12月4日・金鳥スタ |   |      |      |
|  | 5位 京都サンガF.C.   | 0                    |                   |   |      |      |
|  | 5位 京都サンガF.C.   | 0                    | 4位 セレッソ大阪  | 1 |      |      |
|  | 11月27日・松本       |                      | 4位 セレッソ大阪  | 1 |      |      |
|  |                      | 6位 ファジアーノ岡山 | 0                 |   |      |      |
|  | 3位 松本山雅FC       | 6位 ファジアーノ岡山 | 0                 | 1 |      |      |
|  | 3位 松本山雅FC       |                      |                   | 1 |      |      |
|  | 6位 ファジアーノ岡山 | 2                    |                   |   |      |      |
|  | 6位 ファジアーノ岡山 | 2                    |                   |   |      |      |

4位のC大阪が5位の京都と引き分けて決勝に進出し、6位の岡山を破ってJ1昇格を決めた。

### 2017年
|  | 準決勝                     | 準決勝           |                      |   | 決勝 | 決勝 |
|  |                            |                  |                      |   |      |      |
|  | 11月26日・パロ瑞穂         |                  |                      |   |      |      |
|  |                            |                  |                      |   |      |      |
|  | 3位 名古屋グランパス       | 4                |                      |   |      |      |
|  | 3位 名古屋グランパス       | 4                | 12月3日・豊田        |   |      |      |
|  | 6位 ジェフユナイテッド千葉 | 2                |                      |   |      |      |
|  | 6位 ジェフユナイテッド千葉 | 2                | 3位 名古屋グランパス | 0 |      |      |
|  | 11月26日・えがおS          |                  | 3位 名古屋グランパス | 0 |      |      |
|  |                            | 4位 アビスパ福岡 | 0                    |   |      |      |
|  | 4位 アビスパ福岡           | 4位 アビスパ福岡 | 0                    | 1 |      |      |
|  | 4位 アビスパ福岡           |                  |                      | 1 |      |      |
|  | 5位 東京ヴェルディ         | 0                |                      |   |      |      |
|  | 5位 東京ヴェルディ         | 0                |                      |   |      |      |

3位の名古屋が6位の千葉を破って決勝に進出し、4位の福岡と引き分けてJ1昇格を決めた。

### 2023年
|  | 準決勝                     | 準決勝             |                    |   | 決勝 | 決勝 |
|  |                            |                    |                    |   |      |      |
|  | 11月26日・味スタ           |                    |                    |   |      |      |
|  |                            |                    |                    |   |      |      |
|  | 3位 東京ヴェルディ         | 2                  |                    |   |      |      |
|  | 3位 東京ヴェルディ         | 2                  | 12月2日・国立      |   |      |      |
|  | 6位 ジェフユナイテッド千葉 | 1                  |                    |   |      |      |
|  | 6位 ジェフユナイテッド千葉 | 1                  | 3位 東京ヴェルディ | 1 |      |      |
|  | 11月25日・アイスタ         |                    | 3位 東京ヴェルディ | 1 |      |      |
|  |                            | 4位 清水エスパルス | 1                  |   |      |      |
|  | 4位 清水エスパルス         | 4位 清水エスパルス | 1                  | 0 |      |      |
|  | 4位 清水エスパルス         |                    |                    | 0 |      |      |
|  | 5位 モンテディオ山形       | 0                  |                    |   |      |      |
|  | 5位 モンテディオ山形       | 0                  |                    |   |      |      |

3位の東京Vが6位の千葉を破って決勝に進出し、4位の清水と引き分けてJ1昇格を決めた。

### 2024年
|  | 準決勝                | 準決勝           |                      |   | 決勝 | 決勝 |
|  |                       |                  |                      |   |      |      |
|  | 12月1日・NDスタ       |                  |                      |   |      |      |
|  |                       |                  |                      |   |      |      |
|  | 4位 モンテディオ山形  | 0                |                      |   |      |      |
|  | 4位 モンテディオ山形  | 0                | 12月7日・Cスタ       |   |      |      |
|  | 5位 ファジアーノ岡山  | 3                |                      |   |      |      |
|  | 5位 ファジアーノ岡山  | 3                | 5位 ファジアーノ岡山 | 2 |      |      |
|  | 12月1日・ピースタ     |                  | 5位 ファジアーノ岡山 | 2 |      |      |
|  |                       | 6位 ベガルタ仙台 | 0                    |   |      |      |
|  | 3位 V・ファーレン長崎 | 6位 ベガルタ仙台 | 0                    | 1 |      |      |
|  | 3位 V・ファーレン長崎 |                  |                      | 1 |      |      |
|  | 6位 ベガルタ仙台      | 4                |                      |   |      |      |
|  | 6位 ベガルタ仙台      | 4                |                      |   |      |      |

5位の岡山が4位の山形、6位の仙台を破って初のJ1昇格を決めた。

## 統計

### クラブ別成績
| クラブ名               | 出 | 昇 | 敗 | 昇格年度 | 敗退年度                     |
| ---------------------- | -- | -- | -- | -------- | ---------------------------- |
| モンテディオ山形       | 3  | 1  | 2  | 2014     | 2023, 2024                   |
| アビスパ福岡           | 2  | 1  | 1  | 2015     | 2017                         |
| セレッソ大阪           | 2  | 1  | 1  | 2016     | 2015                         |
| 東京ヴェルディ         | 2  | 1  | 1  | 2023     | 2017                         |
| ファジアーノ岡山       | 2  | 1  | 1  | 2024     | 2016                         |
| 大分トリニータ         | 2  | 1  | 0  | 2012     |                              |
| 徳島ヴォルティス       | 1  | 1  | 0  | 2013     |                              |
| 名古屋グランパス       | 1  | 1  | 0  | 2017     |                              |
| ジェフユナイテッド千葉 | 5  | 0  | 5  |          | 2012, 2013, 2014, 2017, 2023 |
| 京都サンガF.C.         | 3  | 0  | 3  |          | 2012, 2013, 2016             |
| V・ファーレン長崎      | 3  | 0  | 3  |          | 2013, 2015, 2024             |
| 横浜FC                 | 1  | 0  | 1  |          | 2012                         |
| ジュビロ磐田           | 1  | 0  | 1  |          | 2014                         |
| 愛媛FC                 | 1  | 0  | 1  |          | 2015                         |
| 松本山雅FC             | 1  | 0  | 1  |          | 2016                         |
| 清水エスパルス         | 1  | 0  | 1  |          | 2023                         |
| ベガルタ仙台           | 1  | 0  | 1  |          | 2024                         |

### 年間順位別成績
| 順  | 昇 | 決 | 計 | 昇格年度                              | 決勝敗退年度                        |
| --- | -- | -- | -- | ------------------------------------- | ----------------------------------- |
| 3位 | 3  | 2  | 5  | 2015(福岡), 2017(名古屋), 2023(東京V) | 2013(京都), 2014(千葉)              |
| 4位 | 2  | 3  | 5  | 2013(徳島), 2016(C大阪)               | 2015(C大阪), 2017(福岡), 2023(清水) |
| 5位 | 1  | 1  | 2  | 2024(岡山)                            | 2012(千葉)                          |
| 6位 | 2  | 2  | 4  | 2012(大分), 2014(山形)                | 2016(岡山), 2024(仙台)              |

## プレーオフ制度に対する意見
プレーオフ制度の導入については賛否両論がある。
スポーツライターの戸塚啓は、自身のコラム で「J2の昇格争いはサッカー界だけの注目にとどまっているのが現状」と指摘した上で、「プレーオフ進出をかけた争いという新たな興味は、J2の中位争いに目を向けさせることになる」「（昇格争いでホームタウンが盛り上がれば）クラブの経営が少しでも上向いたり、スタジアムなどの環境整備に勢いが出てくれば、プレーオフ導入のメリットはある」と肯定的な意見を述べている。
一方、サッカー解説者のセルジオ越後は、自身のコラム の中で「普段、J2は見向きもされないのに、プレーオフだけ騒がれても、Jリーグ全体のレベルアップ、盛り上がりにはつながらない」「（仮に6位のチームが昇格しても）本来、シーズンを通して6番目の力しかなかったのだから、J1で通用するはずがないし、だからといって無理して補強などすれば、財政的に逼迫する可能性もある」と述べ、J2の活性化より前にJ1のレベルアップが必要だと否定的な意見を述べている。2012年・2013年にJ1昇格プレーオフを勝ち抜いた大分・徳島はいずれも翌年J1最下位でJ2に降格しており、2014年12月7日付のデイリースポーツは「来季の山形の成績次第では、大会のあり方を見直す必要があるだろう」と記しており（結果的に山形も1年限りで再降格）、この「プレーオフで昇格したクラブがJ1に定着できない」点が、2018年からのJ1参入プレーオフへの移行の遠因となっている。
しかし、2016年以降のプレーオフ昇格チームは全て残留している。2017年のC大阪、2018年の名古屋、2024年の東京Vで、C大阪は3位、東京Vは6位という好成績である。